# Чита Ђардино
Чита Ђардино је насеље у Италији у округу Сиракуза, региону Сицилија.
Према процени из 2011. у насељу је живело 2082 становника. Насеље се налази на надморској висини од 90 м.